# Самойлович, Даниил Самойлович
Дани́ла Само́йлович Самойло́вич-Сущинский (11 (22) декабря 1744 — 20 февраля (4 марта) 1805) — российский военный врач, основатель эпидемиологии в Российской империи. Впервые доказал заразительность чумы через соприкосновение.

## Биография
Родился в селе Яновка (ныне Ивановка) Черниговского полка 22 декабря 1744 (2 января 1745) года в семье священника Самуила Сушковского и его жены Агафьи.
В 1756 году окончил Черниговский коллегиум и был записан матерью под новой фамилией Самойлович (по имени отца) в Киевскую академию. В академии он познакомился с Нестором Амбодик-Максимовичем, Андреем Италинским, Ильей Руцким, Трохимовским Михаилом, с которыми дружил всю свою жизнь. В 1761 году специально отобран доктором медицины И. А. Полетика в числе 55 студентов для обучения медицине в Москве и Санкт-Петербурге. До 1765 года учился в Петербургской школе при адмиралтейском госпитале, из которой выпущен подлекарем, а в 1767 году был произведён в лекари.
С 1769 года находился на театре военных действий русско-турецкой войны. Будучи полковым врачом, добился значительного снижения заболеваемости и смертности личного состава.
В конце 1770 года был признан негодным к полевой службе и получил назначение в гарнизон Оренбурга, куда и направлялся из Бухареста проездом через Москву, где в это время началась эпидемия чумы. Добровольно остался для работы вместе с коллегой и земляком Петром Погорецким в чумном госпитале. Был членом противочумной комиссии и заведующим чумными госпиталями. Во время чумного бунта был жестоко избит толпой бунтовщиков и спасся от смерти, заверив толпу, что он не доктор, а подлекарь.
В 1776 году на собственные средства выехал на учёбу в Страсбургский, а впоследствии — в Лейденский университет, где в 1780 году защитил докторскую диссертацию, названную «Трактат о сечении лонного срастания и о кесаревом сечении» (лат. Tractatus de sectione symphyseous ossium pulis et. sectionem Caesareum), которая была переиздана дважды. Самойлович был первым из врачей Российской империи, опубликовавшим за рубежом не только докторскую диссертацию, но и другие свои научные труды. В 1780 году упоминается как «коллежский асессор и штаб-лекарь».
Он опубликовал в Париже несколько своих исследований, в которых выдвинул некоторые новые предложения в сфере профилактики, диагностики и лечения чумы.
За свои достижения Самойлович был избран членом Парижской, Марсельской, Тулузской, Дижонской, Мангеймской, Туринской, Падуанской и других (в целом 13-ти) хирургических академий, а также Российской медицинской коллегии. Продолжал свою деятельность в Западной Европе до 1783 года.
С 1784 по 1799 годы руководил борьбой против чумы в Херсоне, Кременчуге, Елисаветграде, Одессе и в Крыму (за энергичные мероприятия по ликвидации чумы в 1785 году получил чин коллежского советника).
Франсиско Миранда, бывший в Крыму в свите Г. А. Потёмкина в январе 1787 года во время подготовки к Таврическому вояжу Екатерины II, писал: «После ужина [в имении Потёмкина на Бурульче] имел возможность не спеша побеседовать с доктором Самойловичем, описавшим признаки чумы, которую он, кажется, изучил лучше, нежели кто-либо иной до него. Он был весьма изобретателен в проведении микроскопных исследований, его теория является чрезвычайно убедительной, а рекомендуемые им прививки вполне доступны. Жаль, что он не съездил, как ему хотелось, в Константинополь и Египет, дабы проверить свои выводы.».
В июле 1784 года учредил «Собрание медицинское в Херсоне», которое было первым медицинским научным обществом в Российской империи.
С 1787 по 1789 годы — руководитель Богоявленского военного госпиталя.
Летом 1787 турецкий султан снова объявляет России войну и Самойловича срочно направляют в район боевых действий спасать раненых в районе Кинбурнской косы. Воплощая идею устройства госпиталя вблизи театра военных действий 1788 открыл в с. Витовка (теперь микрорайон в Корабельном районе Николаева) полевой госпиталь на тысячу человек, главным врачом которого был с июня 1788 по сентябрь 1790. При госпитале он организовал большой аптечный сад, в котором выращивали лекарственные растения. Кроме медицинской помощи, Самойлович ведет значительную организационную работу, создает и возглавляет трехлетнюю медико-хирургическую школу. В битве под Кинбурном прямо на поле боя оказывал медицинскую помощь раненому А. В. Суворову. В 1790 году из-за несогласия с окружающими Г. А. Потемкина вынужден был оставить работу.
В конце 1789 года исполнял обязанности губернского врача Екатеринославского наместничества и Таврической области.
С 1793 по 1799 годы занимал должность главного врача карантинов юга Российской империи.
С 1800 года — инспектор Черноморской врачебной управы.
Самойлович — один из инициаторов реформы медицинского образования в России в конце XVIII в. Свои вполне сложившиеся взгляды на медицинское образование, на вопрос врачебной деонтологии (этические нормы поведения медиков) и на те качества, которыми должен обладать будущий врач, исследователь изложил в опубликованной работе «Речь к слушателям госпитальных школ Российской империи» и в рукописном труде «Самый удобный способ восстановления в армиях медико-хирургической науки».

## Увековечение памяти

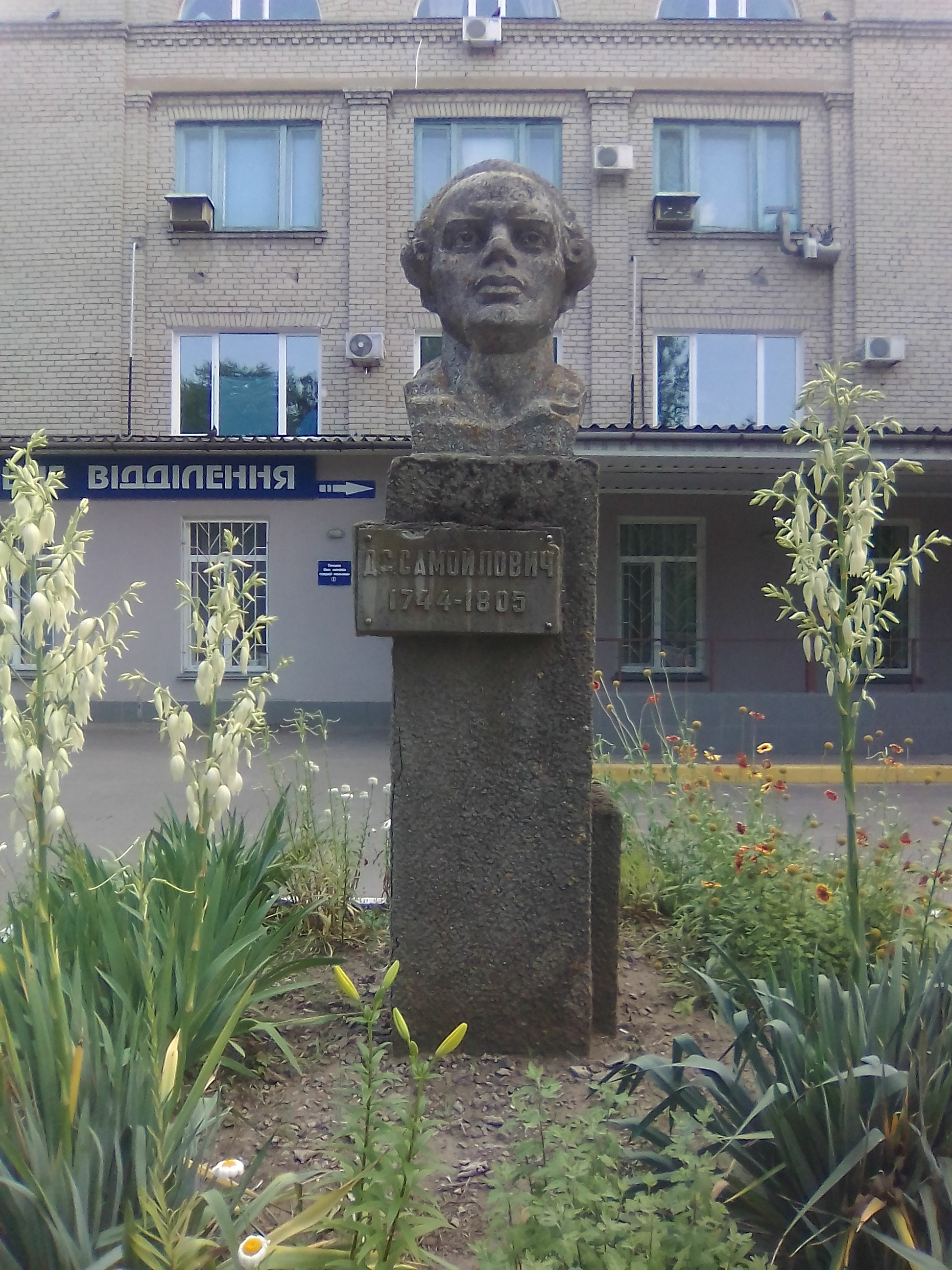
Бюст Самойловича Д. С. на территории Николаевской областной больницы (Украина, г. Николаев, ул. Киевская, 1)

В ознаменование научных заслуг учёного по инициативе Республиканского научного историко-медицинского общества, Республиканского научного общества эпидемиологов, микробиологов и инфекционистов, Николаевского областного отдела здравоохранения с 19 по 21 июня 1969 года в г. Николаеве была подготовлена и проведена научно-практическая конференция, посвящённая 225-летию со дня Данилы Самойловича; 20 июня 1969 года на территории тогда противотуберкулёзного диспансера (ныне — областная больница) состоялось торжественное открытие бюста Д. Самойловича работы скульптора А. Сапёлкина.
Затем участники конференции направились в Жовтневое (сегодня — Корабельный район города Николаева), бывшую Витовку, где работал в военном госпитале Д. Самойлович. Здесь, на территории Жовтневой районной больницы состоялось открытие памятной доски. Каждому участнику конференции была вручена памятная медаль, выполненная из анодированного алюминия. Профильное изображение Д. Самойловича на медали (автор — В. Хоменко) было выполнено по гравюре Елисея Кошкина, которая, в свою очередь, была сделана по скульптурному барельефу, сделанному Феодосием Щедриным, с которым Самойлович познакомился во время обучения в Париже.